# Palais des Congrès (Rome)
Pour les articles homonymes, voir Palais des congrès.
Le Palazzo dei Ricevimenti e dei Congressi, plus connu sous le nom de Palazzo dei Congressi, est un bâtiment à Rome situé dans le quartier EUR ; conçu par Adalberto Libera et commencé en 1938, il a été achevé en 1954.
À l'origine l'un des projets les plus importants de l'Exposition universelle prévue à Rome en 1942, jamais réalisée en raison de la guerre, il était presque achevé lorsque les urgences d'après-guerre ont éclipsé les besoins architecturaux et de représentation de la capitale, et ce n'est que dans les années cinquante que les travaux se sont achevés et qu'il a été ouvert au public.
En raison de sa capacité et de ses grands volumes libres, il était également destiné à accueillir les compétitions d'escrime aux Jeux Olympiques de 1960 à Rome.

## Contexte historique

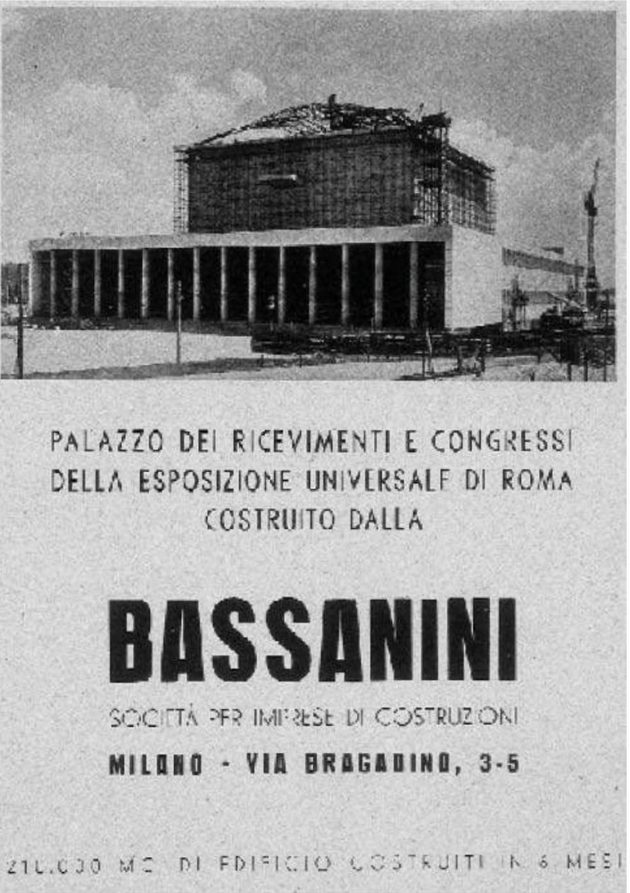
Publicité de la société Bassanini à Milan, constructeur du bâtiment

En mai 1936, Rome était devenue la capitale d'un empire : la même année, l'organisation de l'Exposition universelle de 1942 était attribuée à la ville et le gouvernement italien avait l'intention de saisir cette occasion pour célébrer à cette date les gloires de l'empire nouveau-né et surtout, le vingtième anniversaire du régime fasciste et aussi de développer l'urbanisation de la ville le long de l'axe routier qui menait à la mer. La construction a débuté en 1938, et s'est arrêtée pendant la Guerre, en 1943, bien avancée déjà, avant de reprendre dans les années 1950 avec la perspective des Jeux Olympiques de 1960.

### Le Palazzo dei Congressi, siège olympique

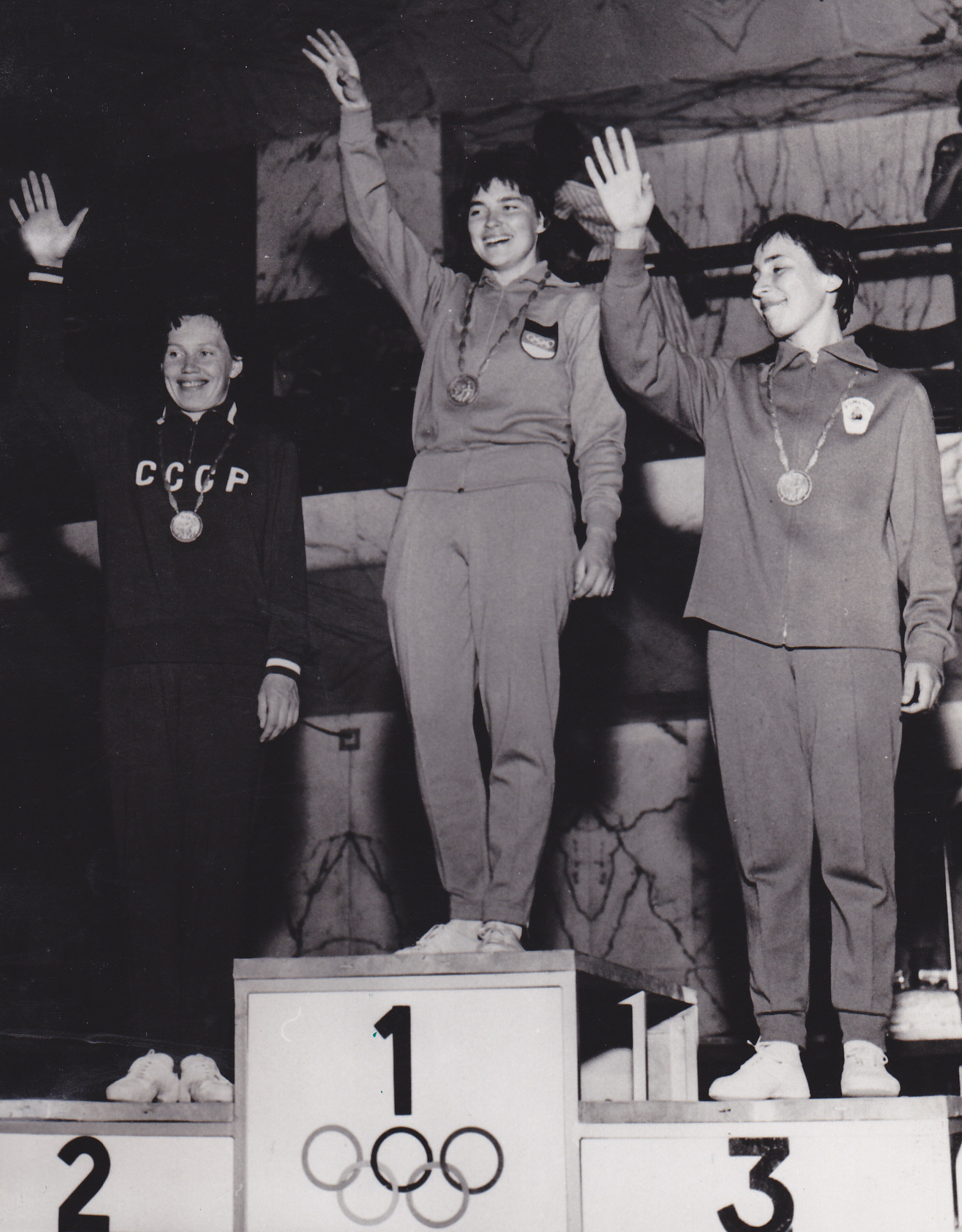
Le podium du tournoi de fleuret olympique féminin en 1960

En 1955, le Comité International Olympique, lors de sa cinquantième session à Paris, confia à Rome l'organisation des jeux de la 17e Olympiade en 1960 ; cela a permis de terminer les travaux existants et de commencer à en construire de nouveaux. Deux principaux domaines de compétitions ont été identifiés; un, la zone nord près du Foro Italico, où se trouvent le stade olympique, le Flaminio, celui des marbres et celui de la natation ; l'autre, le sud avec des équipements à construire, situé en plein EUR; à côté des nouvelles structures spécialement conçues pour l'événement olympique (Palazzo dello Sport, Vélodrome, Piscina delle Rose), il a été décidé d'utiliser également le Palazzo dei Congressi, à des fins cérémonielles et compétitives.
Une aire de service comprenant 20 vestiaires pour un total de 380 athlètes a ensuite été préparée et une tribune mobile a été installée par la société Cucinotta ; 70 postes de presse ont été installés pour un total de 686 accréditations et, en outre, la Banca Nazionale del Lavoro, officiellement chargée des services de trésorerie pour les Jeux, a installé son propre comptoir temporaire faisant office de caisse, bureau de change et autres services financiers.
En outre, le 19 août 1960, le Palazzo a accueilli la cérémonie inaugurale de la 57e session du Comité international olympique.
Les compétitions d'escrime - les épreuves de fleuret, épée et sabre - ont eu lieu ici et ont vu les victoires, au niveau individuel, de Viktor Ždanovič (URSS, fleuret masculin), Giuseppe Delfino (Italie, épée), Rudolf Kárpáti (Hongrie, sabre) et Heidi Schmid (Allemagne, fleuret féminin), tandis que les équipes qui ont remporté la médaille d'or étaient l'URSS (fleuret masculin) et féminin), l'Italie (épée) et la Hongrie (sabre).

### Le Palazzo dei Congressi aujourd'hui
Le Palazzo dei Congressi est le lieu de choix pour de nombreux événements organisés au fil des ans: expositions, séminaires, conférences et congrès de fête. Les exemples incluent le Congrès du Parti communiste italien de 1962 et trois congrès des démocrates-chrétiens, celui de 1964, celui de 1969 et celui de 1973.
Dans la nuit du 10 janvier 1977, le Palais a fait l'objet d'une attaque, que les forces de l'ordre ont définie comme un acte d'intimidation contre le congrès imminent du Mouvement social italien : un groupe, défini par lui-même dans l'auto-réclamation téléphonique suivante à la presse Nuovi partigiani, a déposé trois engins explosifs dans la salle des congrès, dont deux ont explosé provoquant un incendie mettant en danger les structures du bâtiment.
Les rénovations et la modernisation du Palazzo dei Congressi ont conduit à l'amélioration d'une terrasse avec un jardin suspendu (prévu dans le projet d'origine) et à l'installation de nouveaux équipements multimédias technologiques dans la Sala dei Congressi, désormais capable d'accueillir des projections de films, défilés de mode et autres événements.
De 2002 à 2016, la structure a accueilli chaque année Piu libri piu liberi, salon de la petite et moyenne édition organisé par l'Association des éditeurs italiens. Depuis cette date, ce salon, ainsi que les manifestations les plus importantes, se tiennent dans le Nouveau Centre des Congrès de Rome lui aussi situé dans le quartier de l'EUR.
L'immeuble appartient à l'ancien organisme EUR, aujourd'hui EUR Spa, qui a confié sa gestion à la société Roma Convention Group SpA.

## Galerie

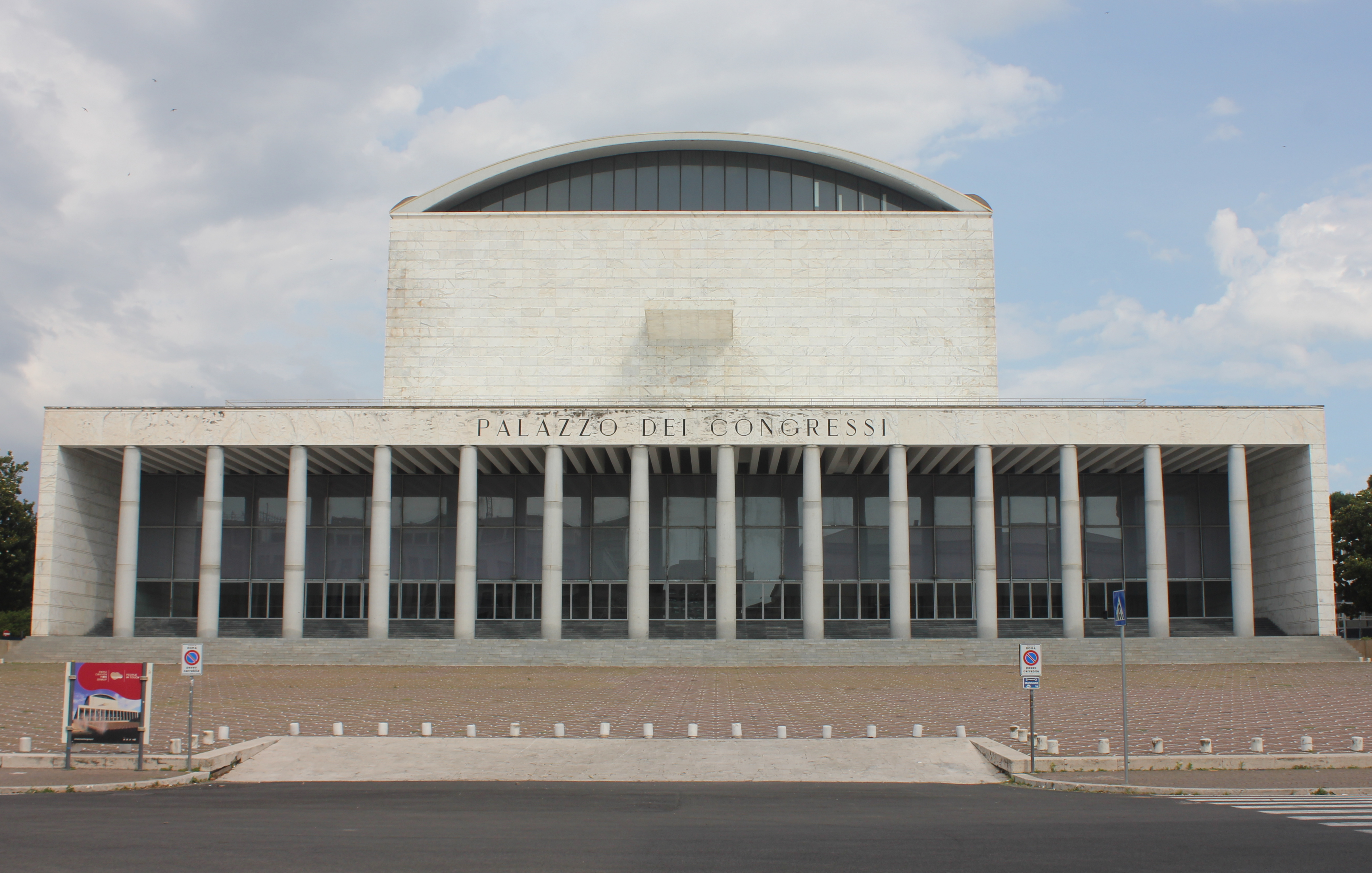
La façade du palais.
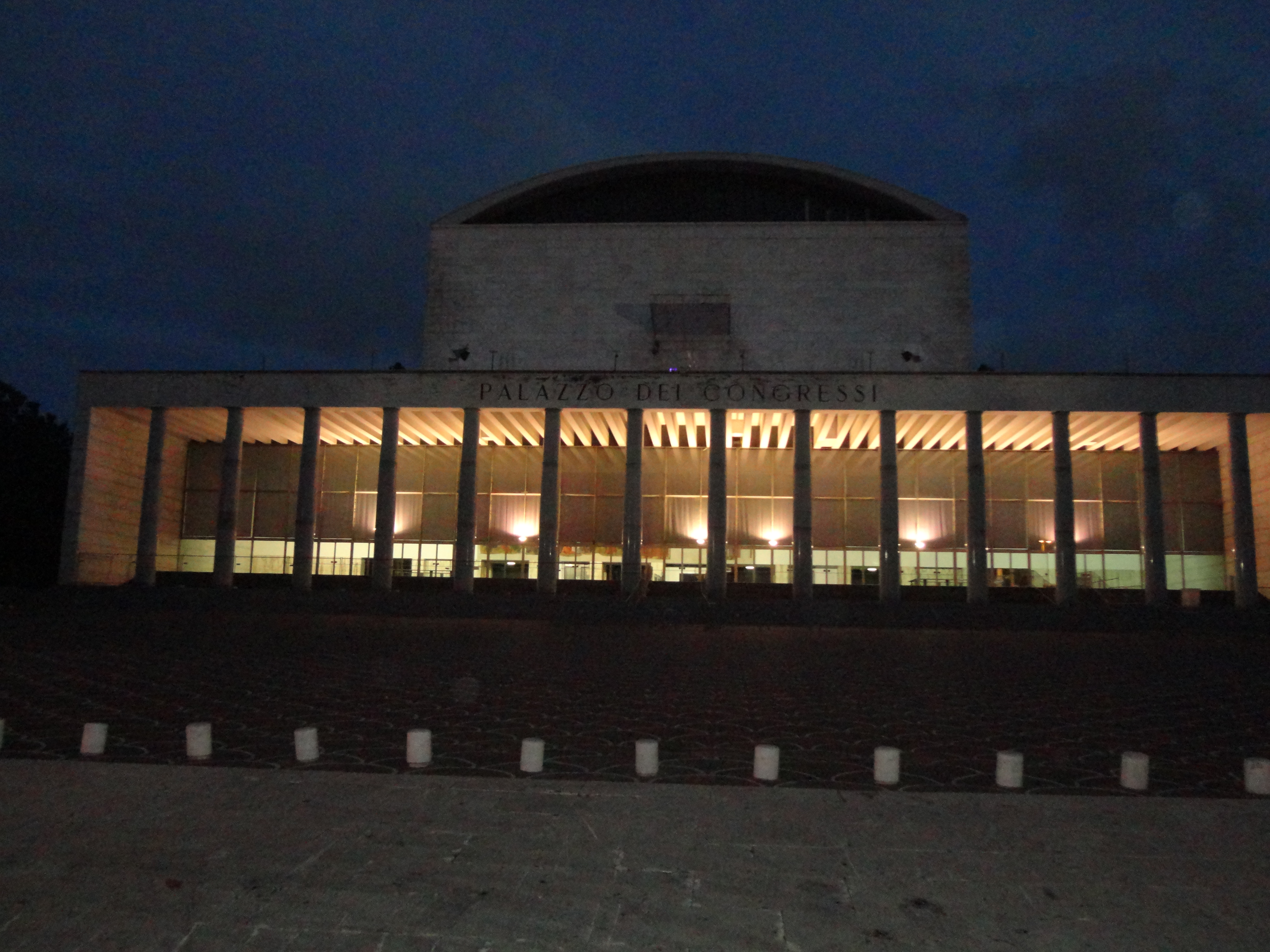
le palais des congrès de nuit.
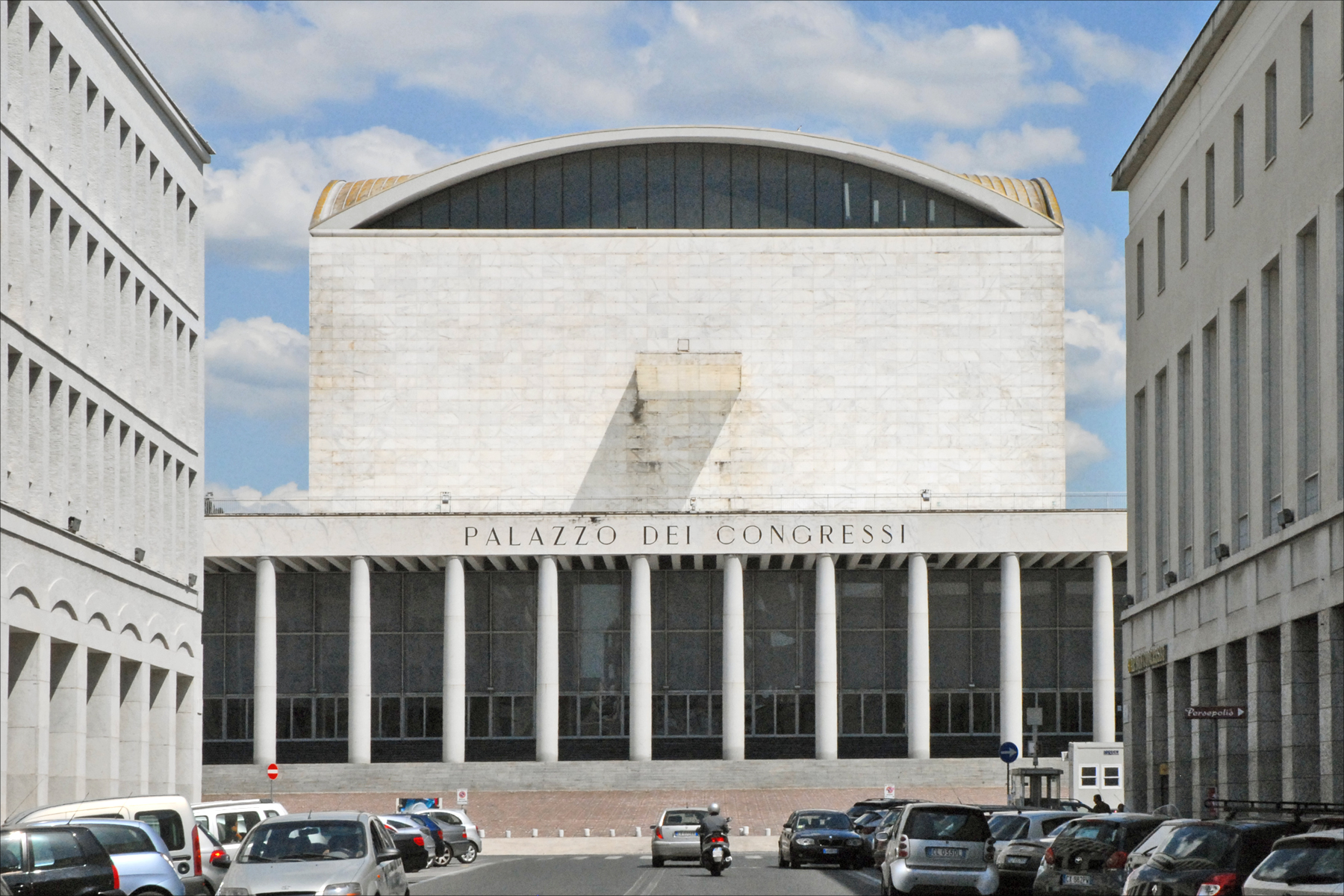
Le portique du palais.